# Комлауша (Сату Маре)
Комлауша (рум. Comlăușa) насеље је у Румунији у округу Сату Маре у општини Батарчи. Oпштина се налази на надморској висини од 151 m.

## Становништво
Према подацима из 2002. године у насељу је живело 836 становника, од којих су сви румунске националности.